# Riley Sheahan
Riley Michael Sheahan (* 7. Dezember 1991 in St. Catharines, Ontario) ist ein ehemaliger kanadischer Eishockeyspieler, der im Verlauf seiner aktiven Karriere zwischen 2009 und 2023 unter anderem 670 Spiele für die Detroit Red Wings, Pittsburgh Penguins, Florida Panthers, Edmonton Oilers, Buffalo Sabres und Seattle Kraken in der National Hockey League (NHL)auf der Position des Centers bestritten hat.

## Karriere

### Jugend
Riley Sheahan besuchte in seiner Heimatstadt St. Catharines die Denis Morris High School und spielte parallel in den Jugendabteilungen der St. Catharines Falcons, zuletzt in der Saison 2008/09 in der Greater Ontario Junior Hockey League. Im Sommer 2009 schrieb er sich an der University of Notre Dame ein, um dort ein Studium der Soziologie zu beginnen. Nebenbei spielte er für die Fighting Irish, das Eishockeyteam der Universität, und erzielte als Freshman in 37 Spielen 17 Scorerpunkte. Am Ende der Saison 2009/10 setzten ihn die Central Scouting Services auf Platz 22 der Liste der vielversprechendsten nordamerikanischen Feldspieler für den anstehenden NHL Entry Draft 2010. Im eigentlichen Draft wählten ihn dann die Detroit Red Wings an 21. Position aus.
In Sheahans Sophomore-Jahr beendeten die Fighting Irish die Saison der Central Collegiate Hockey Association (CCHA) als Vizemeister und erhielten in der Folge eine Einladung zu den Regionalausscheidungen der nationalen Meisterschaft der National Collegiate Athletic Association. Dort setzte sich die Mannschaft gegen die Universitäten von Merrimack und New Hampshire durch und nahm somit an den Frozen Four teil, dem Finale der besten vier Universitäts-Teams der Vereinigten Staaten. Dort unterlag Notre Dame im Halbfinale dem späteren Sieger, der University of Minnesota Duluth.

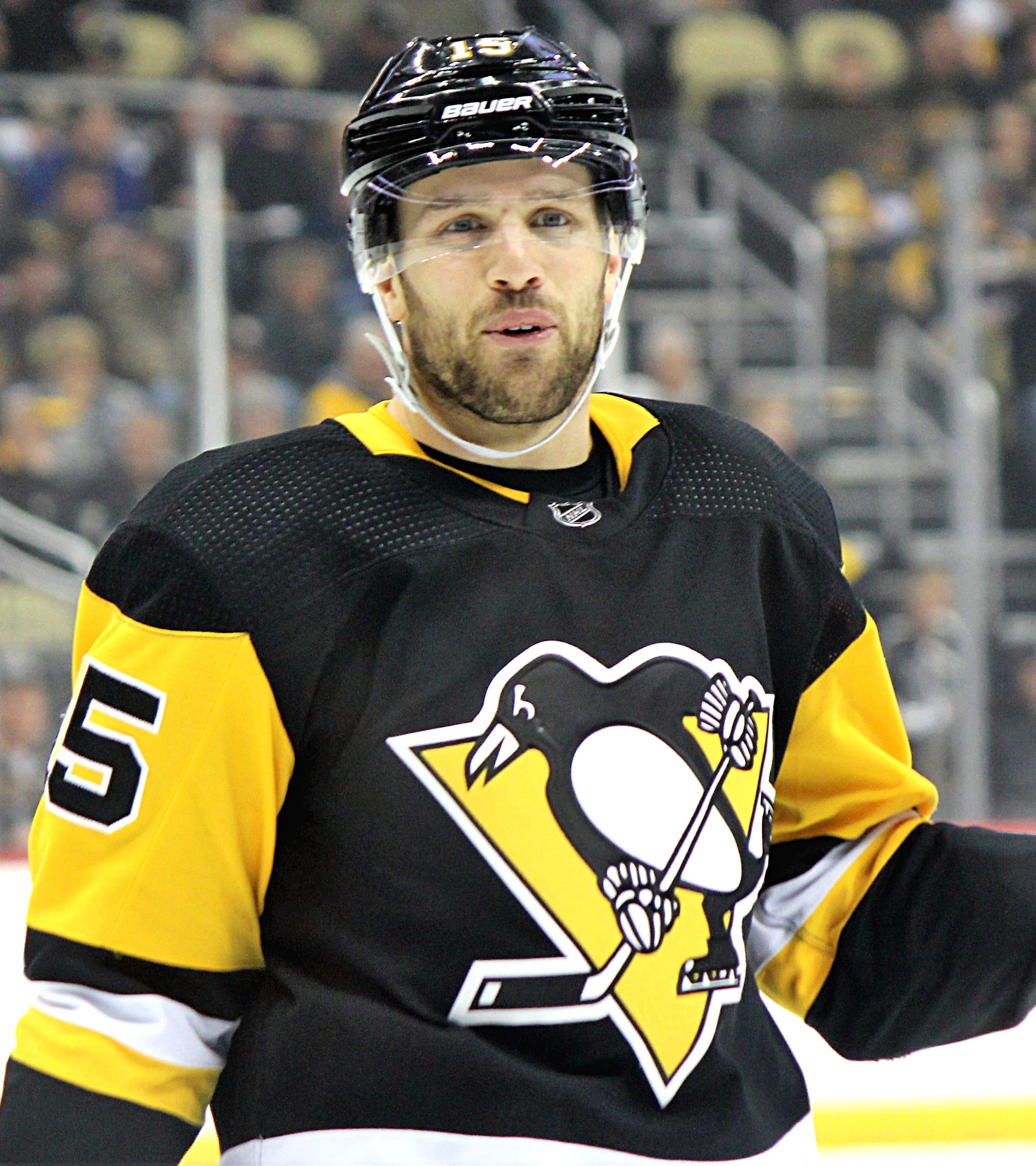
Sheahan im Trikot der Penguins (2018)

Nachdem der Angreifer seine persönliche Statistik in der Spielzeit 2011/12 auf 25 Scorerpunkte aus 37 Spielen gesteigert hatte, trat er am Ende der Saison in die Organisation der Red Wings über und gab sein Profi-Debüt für deren Farmteam, die Grand Rapids Griffins aus der American Hockey League (AHL).

### NHL
Nach sieben Einsätzen in der AHL unterzeichnete Sheahan noch im April 2012 einen Einstiegsvertrag bei den Detroit Red Wings und gab wenige Tage später sein Debüt in der National Hockey League (NHL). Die Folgesaison verbrachte er ausschließlich bei den Grand Rapids Griffins in der AHL und gewann mit der Mannschaft den Calder Cup. Nach diesem Erfolg beriefen ihn die Red Wings im April 2013 ins NHL-Aufgebot, wo erneut ein Spiel absolvierte.
Die Spielzeit 2013/14 verbrachte er im regelmäßigen Wechsel zwischen AHL und NHL, wobei er mit 42 Spielen überwiegend in der NHL zum Einsatz kam. Zudem debütierte er nach der regulären Saison in den Play-offs um den Stanley Cup. Mit Beginn der Saison 2014/15 etablierte sich Sheahan im NHL-Kader der Detroit Red Wings.
Im Oktober 2017 gaben die Red Wings den Angreifer samt einem Fünftrunden-Wahlrecht im NHL Entry Draft 2018 an die Pittsburgh Penguins ab und erhielten im Gegenzug Scott Wilson sowie ein Drittrunden-Wahlrecht für den gleichen Draft. Nach knapp eineinhalb Jahren in Pittsburgh wurde Sheahan Anfang Februar 2019 samt Derick Brassard sowie einem Zweitrunden-Wahlrecht und zwei Viertrunden-Wahlrechten für den NHL Entry Draft 2019 zu den Florida Panthers transferiert. Dafür erhielten die Penguins Nick Bjugstad und Jared McCann. In Florida beendete er die Saison und wechselte im September 2019 als Free Agent zu den Edmonton Oilers. Diese verlängerten seinen Einjahresvertrag im Herbst 2020 nicht, sodass er sich im Dezember 2020 vorerst probeweise (professional tryout contract) den Buffalo Sabres anschloss. Dies mündete im Januar 2021 in ein festes Engagement, bevor er im September 2021, abermals als Free Agent, zu den neu gegründeten Seattle Kraken wechselte.
In gleicher Weise kehrte er im August 2022 zu den Buffalo Sabres zurück und unterzeichnete erneut einen Einjahresvertrag. Als er jedoch Ende November vom Trainerteam in die AHL geschickt wurde, um dort das Farmteam zu verstärken, weigerte sich der Stürmer. Sein Vertrag wurde daher in beiderseitigem Einvernehmen aufgelöst und Sheahan wechselte umgehend zum EHC Biel in die Schweizer National League. Dort beendete er die Spielzeit und anschließend seine Karriere als Aktiver.

## Erfolge und Auszeichnungen
- 2013 Calder-Cup-Gewinn mit den Grand Rapids Griffins

## Karrierestatistik
(Legende zur Spielerstatistik: Sp oder GP = absolvierte Spiele; T oder G = erzielte Tore; V oder A = erzielte Assists; Pkt oder Pts = erzielte Scorerpunkte; SM oder PIM = erhaltene Strafminuten; +/− = Plus/Minus-Bilanz; PP = erzielte Überzahltore; SH = erzielte Unterzahltore; GW = erzielte Siegtore; 1 Play-downs/Relegation; Kursiv: Statistik nicht vollständig)

## Persönliches
Riley Sheahan ist der Cousin zweiten Grades von Brock Sheahan, der ebenfalls professioneller Eishockeyspieler ist und auch die University of Notre Dame besuchte.
Im Oktober 2012, während seiner Zeit in Grand Rapids, wurden bei Sheahan 3,0 Promille festgestellt, nachdem er der Polizei als Falschfahrer aufgefallen war und in der Folge verhaftet wurde. Er trug dabei ein Teletubby-Kostüm und hatte den Führerschein seines Teamkollegen Brendan Smith dabei, um auch als 20-Jähriger alkoholische Getränke ausgeschenkt zu bekommen.
Zudem zeigt der Kanadier soziales Engagement im Bereich des Tierschutzes, so spendet er 100 US-Dollar für jeden Scorerpunkt, den er in der Saison 2014/15 erzielt, an eine Tierschutzorganisation Michigans. Ferner rief er ein Programm namens „Rileys Rescues“ (dt.: Rileys Rettungen) ins Leben, bei dem er herrenlose Tiere aus Tierheimen vermittelt.